# 博阿德斯公馆
博阿德斯公馆（Hôtel de Boadès）是普罗旺斯地区艾克斯的一座历史建筑，位于市中心的圣女贞德广场（place Jeanne d'Arc）8号。

## 历史
1935年，大圣让城堡（Châteaudu Grand-Saint-Jean）的女继承人布兰奇·德·埃斯蒂安·德·圣让，将博阿德斯公馆捐赠给普罗旺斯地区艾克斯市，并要求他们将收益捐赠给普罗旺斯地区艾克斯学院。
现在这里是市行政办公室的所在地。
1947年，该建筑列为法国历史遗迹。